# 怀化东站
怀化东站位于湖南省怀化市鹤城区坨院街道，是沪昆铁路上的车站。车站由广州局集团怀化车务段管辖，不办理客运业务，货运仅办理专用线货物到发，此外还办理沪昆线东西向及重庆～株洲方向直达货运列车技术作业:44。

## 概要
车站建于1971年，1971年11月随金竹山—怀化段通车而投入运营。车站当时名为坨院站，设有4条股道、2座站台:346:1199。
2002年车站更名为怀化东站。车站在复线化后设有2条正线、8条到发线。车站西侧设有通往中铁五局集团第六工程有限责任公司（建于1985年:343）和广州工务大修段怀化东基地的专用线，另设有一座机务折返段。车站货场在车站东端接轨，建于2017年，服务怀化城东现代物流园，内设装卸线2条，牵出线1条；东侧还设有一条军事专用线:44。车站货场未来将增建集装箱及笨重货物功能区。
渝怀铁路复线远期工程计划新建怀化西编组站以及连接新怀化西站和沪昆铁路联络线。怀化西站往沪昆铁路上行方向的联络线自本站西咽喉引出，往西南方向下穿沪昆高速铁路后转向西偏北引入新怀化西站。车站为此将增加2条到发线:35,44。